# Fortalesa de Puig Sec
La Fortalesa de Puig Sec era una construcció potser medieval, tal vegada una torre de guaita, possiblement contemporània de les altres torres i castells de guaita de la zona, al terme comunal de Banyuls de la Marenda, a la comarca del Rosselló (Catalunya del Nord).
Les seves restes són dalt del Puig Sec, un turó de 378,3 m alt al nord de les Abelles, a la zona occidental de la comuna de Banyuls de la Marenda.
Al cim del turó, entre la vegetació, molt espessa en aquest lloc, i els murs enderrocats es veuen els fonaments d'una construcció de parets molt gruixudes, sobretot de pedra seca, amb algun fragment afermat amb una mica de morter. Es tracta, possiblement, d'una fortalesa medieval damunt de la qual es bastí una segona fortalesa, aquesta del segle xviii, a l'estil de les fortaleses militars d'època moderna bastides als entorns de Cotlliure i Banyuls de la Marenda.